# Lijst van burgemeesters van IJsselmonde
Dit is een lijst van burgemeesters van de voormalige Nederlandse gemeente IJsselmonde tot die in 1941 opging in de gemeente Rotterdam.
| Ambtsperiode | Naam burgemeester          | Partij of stroming | Bijzonderheden                    |
| ------------ | -------------------------- | ------------------ | --------------------------------- |
| 1817 - 1838  | Pieter Molenaar            |                    | tot 1825 schout                   |
| 1838 - 1850  | Jan Molenaar               |                    |                                   |
| 1850 - 1870  | Johannes Jacobus Speelman  |                    |                                   |
| 1870 - 1893  | Cornelis Arie Molenaar     |                    |                                   |
| 1894 - 1929  | Pieter Frederik van Slijpe |                    | eerder burgemeester van Ammerstol |
| 1929 - 1941  | Bouke Pier Hazenberg       |                    | eerder burgemeester van Giethoorn |